# Sisyphi Tholus
Il Sisyphi Tholus è una struttura geologica della superficie di Marte.